# Tall Ships Races

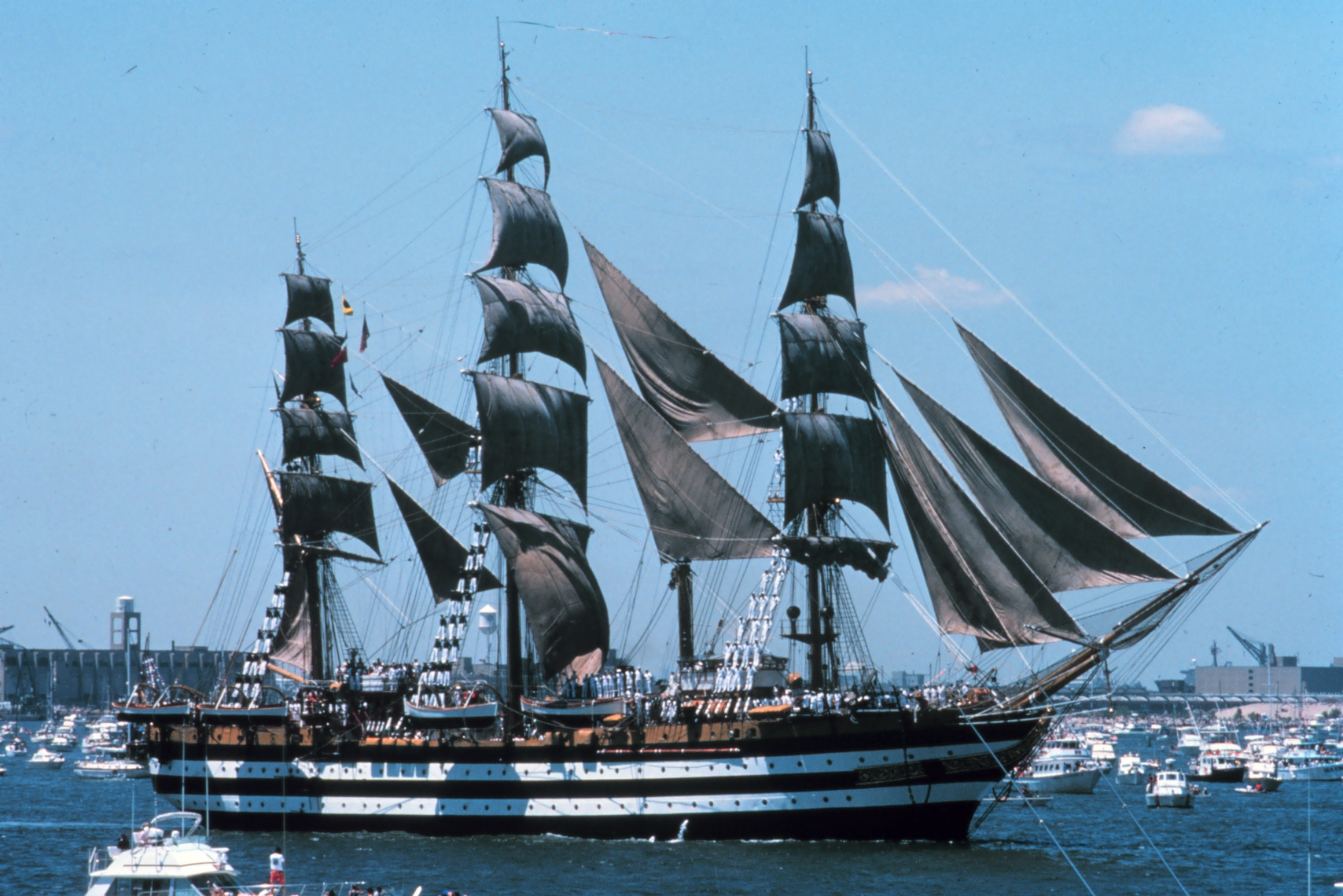
Il veliero italiano Amerigo Vespucci nel porto di New York, 1976

Le Tall Ships Races, conosciute in italiano anche come Regate dei Grandi Velieri, sono gare di addestramento navale per "navi d'alto bordo" (velieri). Le gare sono pensate per incoraggiare i collegamenti amichevoli internazionali e la formazione dei giovani nell'arte della vela. Le gare si svolgono ogni anno nelle acque europee e sono costituite da due tappe di diverse centinaia di miglia nautiche e da una "crociera in compagnia" tra le tappe. Oltre metà dell'equipaggio di ogni imbarcazione partecipante alle gare deve essere composta da giovani.
Tra il 1973 e il 2003 le gare erano note come The Cutty Sark Tall Ships Races, essendo sponsorizzate dal whisky Cutty Sark . Dal 2004 al 2010 le gare sono state sostenute dalla città, dalla provincia e dal porto di Anversa. Lo sponsor della Tall Ships Races dal 2010 al 2014 è stata la città di Stettino.

## Navi alte
Nel XXI secolo, il termine "nave alta" viene spesso utilizzato genericamente per indicare grandi imbarcazioni a vela classiche, ma è anche un termine tecnicamente definito dalla Sail Training International. Le definizioni sono soggette a vari aspetti tecnici, ma dal 2011 esistono solo due classi dimensionali: la classe A comprende le navi a vele quadre e tutte le altre navi di lunghezza fuori tutto superiore a 40 m, mentre le classi B/C/D comprendono le navi di lunghezza fuori tutto compresa tra 9,14 m e meno di 40 m. Le imbarcazioni partecipanti sono dotate di un equipaggio composto in gran parte da cadetti o tirocinanti che partecipano all'addestramento alla vela: il 50% di loro deve avere un'età compresa tra i 15 e i 25 anni e non necessita di alcuna esperienza precedente. Pertanto, il termine "nave alta" non descrive un tipo specifico di imbarcazione a vela, ma piuttosto un'imbarcazione a vela monoscafo di almeno 9,4 metri che svolge attività di formazione e istruzione sulla vela durante i suoi viaggi. Le imbarcazioni partecipanti spaziano dagli yacht alle grandi navi a vele quadre gestite da enti di beneficenza, scuole e marine militari di molti paesi.

## Gara
Dopo la seconda guerra mondiale, le navi a vela stavano via via scomparendo, avendo perso terreno rispetto alle navi a vapore diversi decenni prima. Fu un avvocato in pensione di Londra, Bernard Morgan, il primo ad avere l'idea di riunire giovani cadetti e marinai provenienti da tutto il mondo per partecipare sotto forma di addestramento a una competizione amichevole. L'ambasciatore portoghese nel Regno Unito, Pedro Teotónio Pereira, fu un grande sostenitore di questa idea originale e credeva che una gara del genere avrebbe unito i giovani dei popoli marinari del mondo. Queste due figure iniziarono le discussioni nel 1953 e tre anni dopo videro la loro idea diventare realtà. La prima Tall Ships' Race si tenne nel 1956. Si trattò di una gara tra 20 delle grandi navi a vela rimaste nel mondo. La gara si svolse da Torquay, nel Devon, a Lisbona e avrebbe dovuto rappresentare un ultimo saluto all'era delle grandi navi a vela. Tuttavia, l'interesse del pubblico fu così forte che gli organizzatori della gara fondarono l'associazione Sail Training International per dirigere la pianificazione di eventi futuri. Da allora, le Tall Ships' Races si sono svolte ogni anno in varie parti del mondo, con milioni di spettatori. Oggi la gara richiama più di cento imbarcazioni, tra cui alcune delle più grandi navi a vela esistenti, come la portoghese Sagres. La 50ª edizione della Tall Ships' Races si è svolta tra luglio e agosto 2006 ed è stata avviata dal principe Filippo, duca di Edimburgo, che aveva anche inaugurato la prima gara nel 1956.

## Edizioni
- 1978 – Gothenburg (Svezia) – Great Yarmouth (Regno Unito) – Oslo (Norvegia)
- 1979 – Fowey (Regno Unito) – Isle of Man
- 1980 – Kiel (Germania Ovest) – Karlskrona (Svezia) – Frederikshavn (Danimarca) – Amsterdam (Olanda)
- 1981 – Great Yarmouth (Regno Unito) – Ostend (Belgio)
- 1982 – Falmouth (Regno Unito) – Lisbona (Portogallo) – Vigo (Spagna) – Southampton (Regno Unito)
- 1983 – Travemünde (Germania Ovest) – Karlskrona (Svezia) – Weymouth (Regno Unito) – Saint-Malo (Francia)
- 1984 – Trans-Atlantico: Saint-Malo (Francia) – Isole Canarie (Spagna) (fermata) – San Juan (Porto Rico) – Bermuda – Portsmouth (Canada) – Halifax (Canada) – Gaspe (Canada) – Quebec City (Canada) – Sydney (Canada) – Norrköping (Svezia) – Flensburg (Germania Ovest) (gara) – Frederikshavn (Danimarca) – Greenock (Regno Unito) – Liverpool (Regno Unito)
- 1985 – Bremerhaven (Germania Ovest) – Chatham (Regno Unito) – Bruges-Zeebrugge (Belgio) – Amsterdam (Olanda)
- 1986 – Delfzijl (Olanda) – Newcastle upon Tyne (Regno Unito) – Bremerhaven (Germania Ovest) – Larvik (Norvegia) – Gothenburg (Svezia)
- 1987 – Weymouth (Regno Unito) – Cherbourg (Francia)
- 1988 – Karlskrona (Svezia) – Helsinki (Finlandia) – Mariehamn (Finlandia) – Copenhagen (Danimarca)
- 1989 – Londra (Regno Unito) – Hamburg (Germania Ovest) – Malmö (Svezia) – Travemünde (Germania Ovest)
- 1990 – Plymouth (Regno Unito) – A Coruña (Spagna) – Bordeaux (Francia) – Bruges-Zeebrugge (Belgio)
- 1991 – Milford Haven (Regno Unito) – Cork (Irlanda) – Belfast (Regno Unito) – Aberdeen (Regno Unito) – Delfzijl (Olanda)
- 1992 – Trans-Atlantico: Genova (Italia) – Lisbona (Portogallo) – Cádiz (Spagna) - Isole Canarie (Spagna) – San Juan (Porto Rico) – Bahamas – New York City (Stati Uniti) – Boston (Stati Uniti) – Liverpool (Regno Unito)[4]
- 1992 – Karlskrona (Svezia) – Kotka (Finlandia) – Tallinn (Estonia) – Gdynia (Polonia)
- 1993 – Newcastle upon Tyne (Regno Unito) – Bergen (Norvegia) – Larvik (Norvegia) – Esbjerg (Danimarca) – Antwerp (Belgio)
- 1994 – Weymouth (Regno Unito) – A Coruña (Spagna) – Porto (Portogallo) – Saint-Malo (Francia)
- 1995 – Edinburgh (Regno Unito) – Bremerhaven (Germania) – Frederikshavn (Danimarca) – Amsterdam (Olanda) – Zeebrugge (Belgio)
- 1996 – San Pietroburgo (Russia) – Kotka (Finlandia) – Turku (Finlandia) – Copenhagen (Danimarca)
- 1997 – Aberdeen (Regno Unito) – Trondheim (Norvegia) – Stavanger (Norvegia) – Gothenburg (Svezia)
- 1998 – Falmouth (Regno Unito) – Lisbona (Portogallo) – Vigo (Spagna) – Dublino (Irlanda)[5]
- 1999 – St Malo (Francia) – Greenock (Regno Unito) – Lerwick (Regno Unito)  – Aalborg (Danimarca)
- 2000 – Trans-Atlantico: Southampton (Regno Unito) –  Cádiz (Spagna) – Genova (Italia) – Cádiz (Spagna) – Bermuda (Bermuda) – Boston (Stati Uniti) – Halifax (Canada) – Amsterdam (Olanda)
- 2001 – Antwerp (Belgio) – Ålesund (Norvegia) – Bergen (Norvegia) – Esbjerg (Danimarca)
- 2002 – Alicante (Spagna) – Málaga (Spagna) – A Coruña (Spagna) – Santander (Spagna) – Portsmouth (Regno Unito)
- 2003 – Gdynia (Polonia) – Turku (Finlandia) – Riga (Lettonia) – Travemünde (Germania)
- 2004 – Antwerp (Belgio) – Aalborg (Danimarca) – Stavanger (Norvegia) – Cuxhaven (Germania)
- 2005 – Waterford (Irlanda) – Cherbourg-Octeville (Francia) – Newcastle-Gateshead (Regno Unito) – Fredrikstad (Norvegia) – Torbay (Regno Unito) – Santander (Spagna)
- 2006 – Saint-Malo (Francia) – Lisbona (Portogallo) – Cádiz (Spagna) – A Coruña (Spagna) – Antwerp (Belgio)
- 2007 – Baltico: Aarhus (Danimarca) – Kotka (Finlandia) – Stoccolma (Svezia) – Szczecin (Polonia)
- 2007 – Mediterraneo: Barcellona (Spagna) – Genova (Italia) – Toulon (Francia) – Alicante (Spagna)
- 2008 – Liverpool (Regno Unito) – Måløy (Norvegia) – Bergen (Norvegia) – Den Helder (Olanda)
- 2009 – Baltico: Gdynia (Polonia) – St Petersburg (Russia) – Turku (Finlandia) – Klaipėda (Lituania)
- 2009 – Trans-Atlantico: Vigo (Spagna) – Tenerife (Isole Canarie) – Bermuda – Charleston (Stati Uniti) – Boston (Stati Uniti) – Halifax (Canada) – Belfast (Regno Unito)
- 2010 – Antwerp (Belgio) –  Aalborg (Danimarca) – Kristiansand (Norvegia) – Hartlepool (Regno Unito)
- 2011 – Waterford (Irlanda) – Greenock (Regno Unito) – Lerwick (Regno Unito) – Stavanger (Norvegia) – Halmstad (Svezia)
- 2012 – Saint-Malo (Francia) – Lisbona (Portogallo) – Cádiz (Spagna) – A Coruña (Spagna) – Dublin (Irlanda)
- 2013 – Aarhus (Danimarca) – Helsinki (Finlandia) – Riga (Lettonia) – Szczecin (Polonia)
- 2014 – Harlingen (Olanda) – Fredrikstad (Norvegia) – Bergen (Norvegia) – Esbjerg (Danimarca)
- 2015 – Belfast (Regno Unito) – Ålesund (Norvegia) – Kristiansand (Norvegia) – Aalborg (Danimarca)
- 2016 – Antwerp (Belgio) – Lisbona (Portogallo) – Cádiz (Spagna) – A Coruña (Spagna) – Blyth (Regno Unito)
- 2017 – Halmstad (Svezia) – Kotka (Finlandia) – Turku (Finlandia) – Klaipėda (Lituania) – Szczecin (Polonia)
- 2018 – Sunderland (Regno Unito) – Esbjerg (Danimarca) – Stavanger (Norvegia) – Harlingen (Olanda)
- 2019 – Aalborg (Danimarca) – Fredrikstad (Norvegia) – Bergen (Norvegia) – Aarhus (Danimarca) – Antwerp (Belgio)
- 2020 – Lisbona (Portogallo) – Cádiz (Spagna) – A Coruña (Spagna) – Dunkirk (Francia)
- 2021 – Klaipėda (Lituania) – Turku (Finlandia) – Tallinn (Estonia) – Mariehamn (Finlandia) – Szczecin (Polonia)
- 2022 – Esbjerg (Danimarca) – Harlingen (Olanda) – Antwerp (Belgio) – Aalborg (Danimarca)
- 2023 – Den Helder (Olanda) – Hartlepool (Regno Unito) – Fredrikstad (Norvegia) – Lerwick (Isole Shetland) – Arendal (Norvegia)
- 2024 – Klaipeda (Lituania) – Helsinki (Finlandia) – Tallinn (Estonia) – Turku (Finlandia) – Mariehamn (Finlandia) – Szczecin (Polonia)
- 2025 – Le Havre (Francia) – Dunkirk (Francia) – Aberdeen (Scozia) – Kristiansand (Norvegia) – Esbjerg (Danimarca)
- 2026 – Antwerp (Belgio)[6]
- 2027 – Da definire
- 2028 – Da definire
- 2029 – Da definire
- 2030 – Antwerp (Belgio)[6]

## Incidenti
La barca Marques affondò durante una burrasca durante la gara del 1984. 19 dei 28 membri dell'equipaggio persero la vita.
Nella gara del 2013, la nave norvegese Wyvern naufragò tra le isole svedesi di Gotland e Öland nel Mar Baltico . L'equipaggio venne salvato. Un uomo della goletta olandese Wylde Swan presumibilmente annegò dopo che lui e altri due membri della goletta erano saliti a bordo della Wyvern nel tentativo di salvarla dall'affondamento.